# Tenille Swartz
Pour les articles homonymes, voir Swartz.
Tenille Swartz (aussi connue sous le nom de Tenille van der Merwe), née le 13 mai 1987 à Parys, est une joueuse professionnelle de squash représentant l'Afrique du Sud. Elle atteint en avril 2008 la 28e place mondiale sur le circuit international, son meilleur classement.
Elle remporte cinq titres de championne d'Afrique du Sud de 2005 à 2011.

## Biographie
Tenille Swartz est une junior très brillante, finaliste du British Junior Open et demi-finaliste des championnats du monde junior. Elle remporte son premier titre WISPA en novembre 2006 à sa seconde apparition sur le circuit, en tant que qualifiée. Pendant sa carrière, c'est une joueuse redoutable avec des victoires significatives sur des grands noms du squash comme Nour El Sherbini, Camille Serme, Emma Beddoes, Tania Bailey, etc.
C'est la première joueuse sud-africaine de squash à être sponsorisée (par Prince) ce qui lui permet de disputer les tournois dans le monde entier.
Elle se retire du circuit en 2011 pour des blessures récurrentes au dos et aussi des soucis financiers.

## Palmarès

### Victoires
- Championnats d'Afrique du Sud : 5 titres (2005-2007, 2009, 2011)